# Gästrike-Hälsinge nation

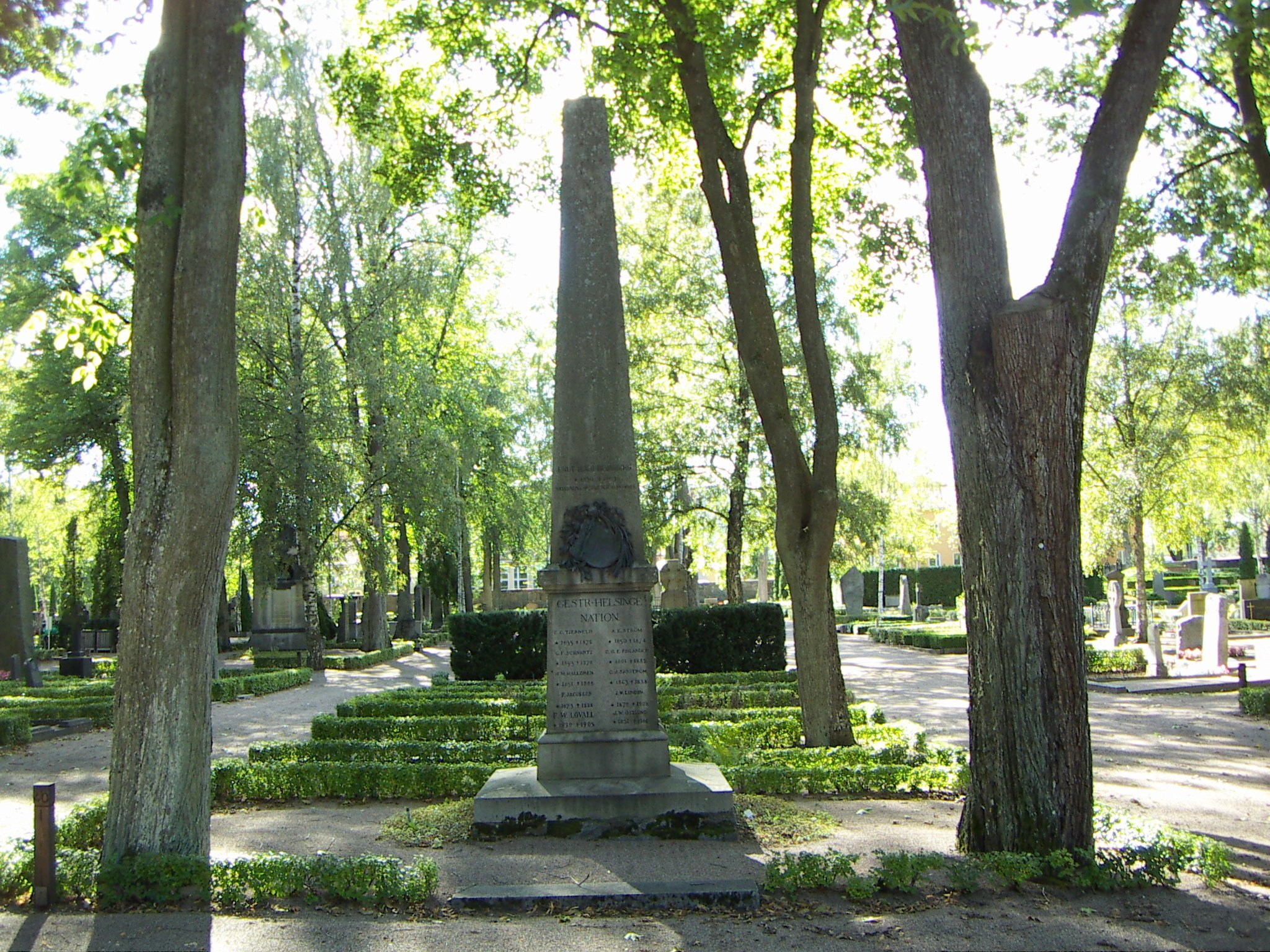
Gästrike-Hälsinge nationsgrav på Uppsala gamla kyrkogård.

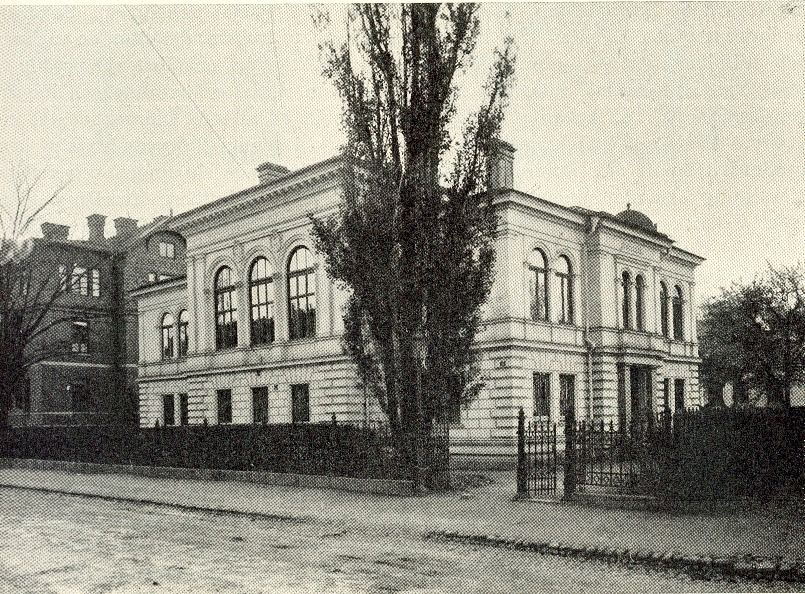
Nationshuset 1880 före ombyggnaden.

Gästrike-Hälsinge nation, vardagligt kallad GH, är en av 13 nationer vid Uppsala universitet. Nationen vänder sig till universitets- och högskolestuderande i Uppsala. Nationen vänder sig i första hand, men inte enbart, till studenter med anknytning eller studietid i Hälsingland eller Gästrikland.
Nationen är politiskt och religiöst obunden och vänder sig till studenter från alla fakulteter. Verksamheten sträcker sig från pub- och caféverksamhet till teater, sång och bibliotek. Större delen av verksamheterna sköts av ideellt arbetande studenter. Nationen leds av fem heltidsarvoderade studenter som tar uppehåll från studierna under ett år.
Gästrike-Hälsinge nations nationshus ligger på Trädgårdsgatan 9 och stod färdigt år 1880.

## Historia

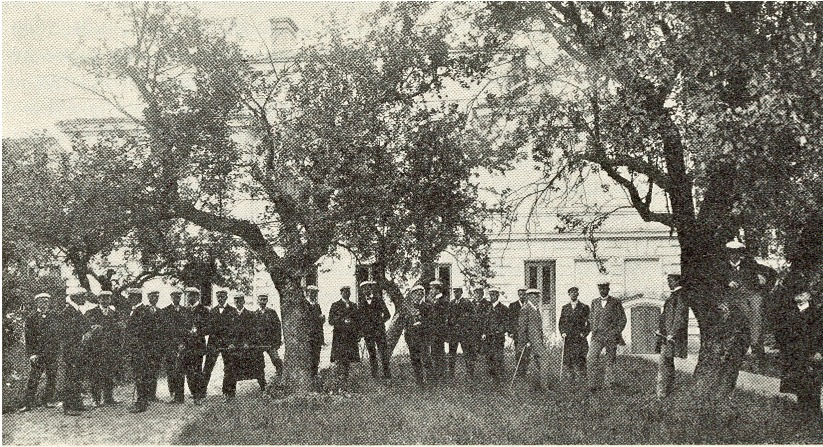
Medlemmar av GH-nation ca år 1912.

Nationen bildades genom en sammanslagning av Gästrike nation och Hälsinge nation 1811. Om de två nationernas tidiga historia är föga känt. När det gäller Gästrike nation så försvann alla äldre dokument i den stora stadsbranden 1702. Helsinge nation, eller societas som den äldsta benämningen var, vet man något mer om. Det finns en anteckning om en räkenskapsbok upplagd 1646, troligen har dock nationen uppstått ännu tidigare. När Uppsalas studentnationer erkändes av universitetet och inspektorer utsåg genom beslut av universitetets konsistorium den 14 september 1663, existerade båda nationerna med säkerhet som självständiga enheter.
Den 2 november 1811 godkände konsistoriet sammanslagningen av Gästrike och Hälsinge nation till en. Det fanns flera anledningar till sammanslagningen. Man hade under lång tid haft svårt med ekonomin i det två nationerna och de hade dessutom varför sig endast ett fåtal medlemmar. Dessutom skedde det allmänt vid universitetet en våg av sammanslagningar av små nationer till större enheter. Ytterligare en bidragande orsak var att man från 1790 haft gemensam inspektor, först teologie professor Erik Jonas Almquist, sedan, från den 13 november 1808, den för eftervärlden mer kände teologie professor Samuel Ödmann. Det var inte ovanligt att en professor kunde vara inspektor för mer än en nation men Samuel Ödmann var det för fler än de flesta. Förutom Gestrike och Hälsinge nationer var han även inspektor för Fjärdhundra nation och Smålands nation.

## Nationshuset
Under 1800-talet förde den nysammanslagna nationen en ambulerande tillvaro i Uppsala. Mellan 1837 och 1855 var man i Katedralskolans gamla lokaler i Domtrapphuset. Därifrån flyttade man först till en våning på Vaksalagatan 12 sedan, 1861, vidare till Svartbäcksgatan 19. 1865 efterträdde man sörmlänningarna som hyresgäster i det gamla Observatoriehuset på Svartbäcksgatan 9. Nu hade diskussionerna om ett eget hus kommit igång på allvar och 1866 inrättades en byggnadsfond. Efter åtskillig tvekan köpte nationen 1873 den så kallade Beijnoffska tomten på Trädgårdsgatan 9 för 7 500kr, våren 1873 uppgick medlemsantalet till 89. Sjutton år senare 1880 var huset färdigbyggt och man kunde hålla invigningsfesten, bygget hade då kostat 52 000 kr. Först vid mitten av 1940-talet var det lån på 20 000 kr som nationen tagit för att delvis bekosta bygget avbetalt.
Enligt en skröna skulle GH 1873 ha låtit ta fram ritning för sitt nya nationshus, en ritning som aldrig användes för det syftet då förslaget för stort och för dyrt att uppföra. Denna ritning ska istället ha använts för bygget av Östgötas nationshus. Historien är dock inte sann, Allan Ellenius utredde det hela i boken Nationshusets arkitekt, Norrköping 1962. Visserligen har förslaget till hus för GH flera likheter med det som ÖG lät uppföra, men förklaringen till dessa likheter står snarare att finna i gemensamma inspirationskällor inom nyrenässansen.
Under åren har flera ombyggnader skett liksom förändringar av verksamheterna. Efter invigningen 1880 kunde den då bostadslösa Kalmar Nation flytta in för femton års tid. Vid utflyttningen 1895 blev deras lokaler ombyggda till toaletter. Utöver att ha inhyst en annan nation i lokalerna fanns fram till 1950-talet även ett tryckeri inhyst i huset på bottenvåningen i nuvarande Hälsingerummet och nationen gav även ut egna böcker genom detta, bland annat Glysisvallur av Olof Broman. 1911, lagom till hundraårsjubileet av sammanslagningen, byggdes vindsvåningen om till en publokal där nationens pub Ghuben huserade fram till höstterminen 2015 då den flyttades ner till bottenplan.

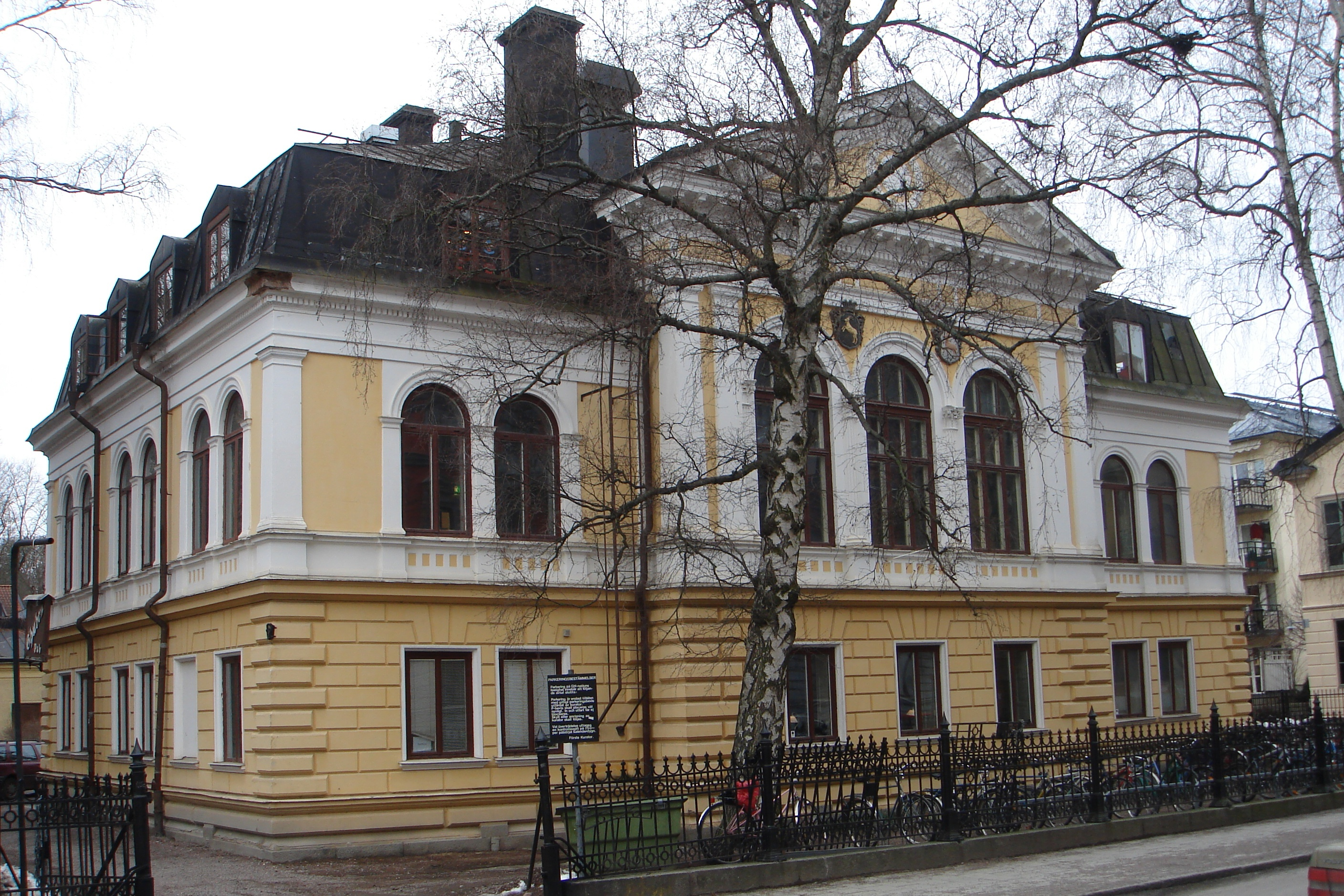
Nationshuset ca 2006.
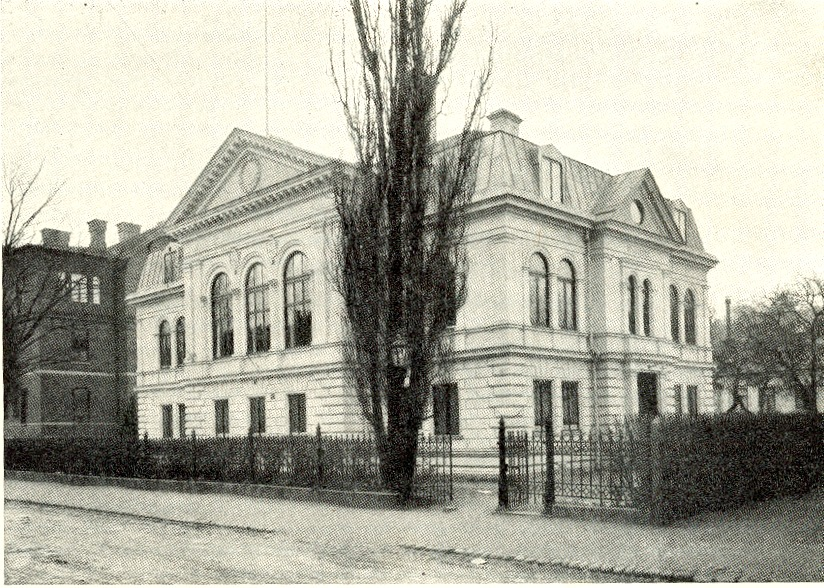
Nationshuset efter renovering 1912 då en tredje våning byggts på huset.
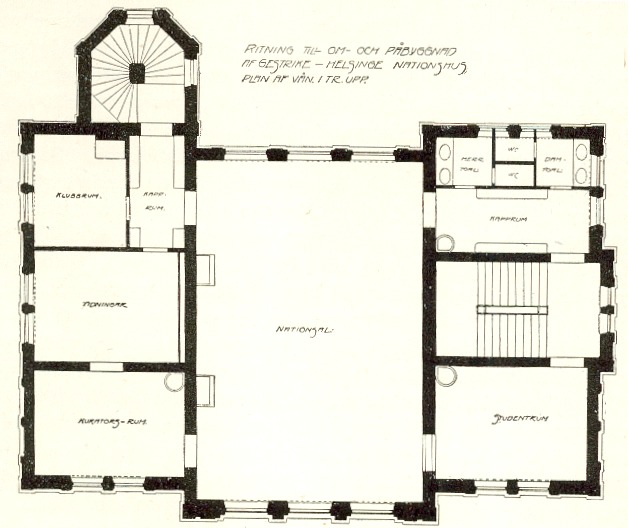
Planritning över nationens andra våning efter renovering 1912.
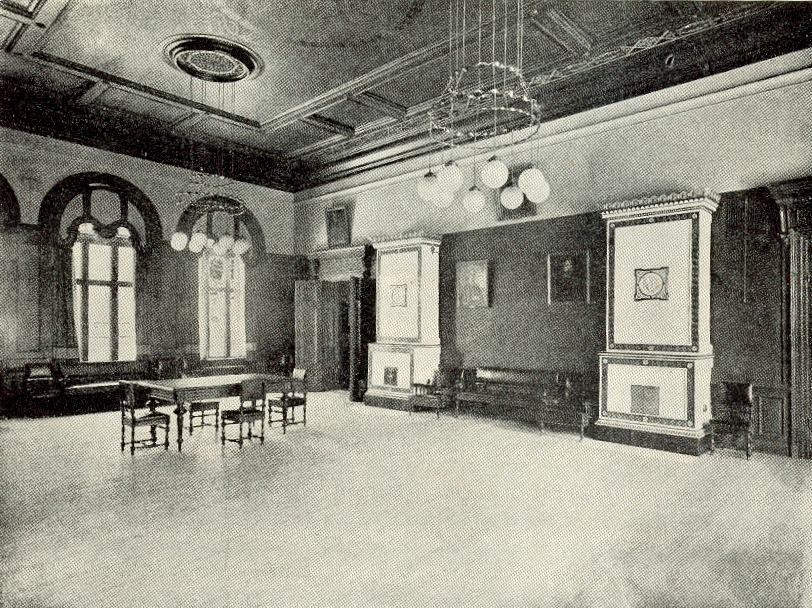
Stora salen 1912 - utsikt mot Trädgårdsgatan.
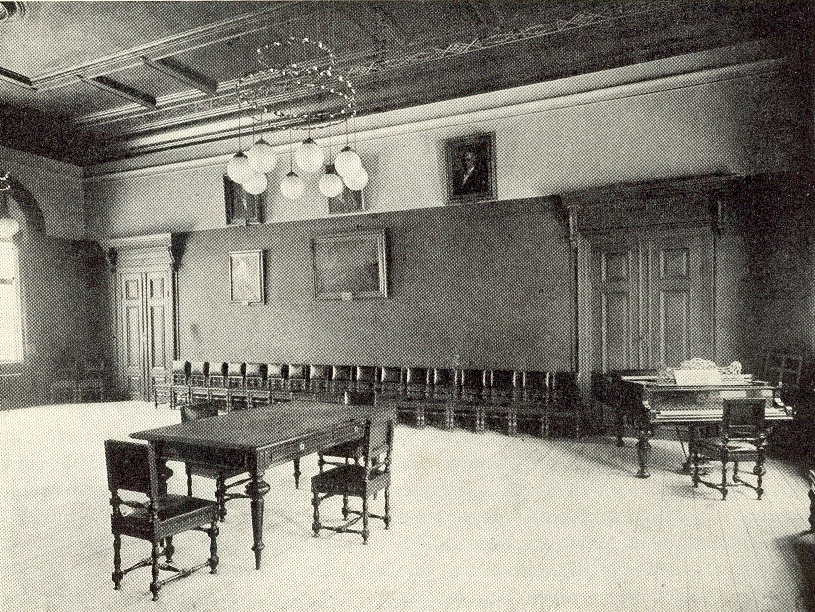
Stora salen 1912 - med utsikt mot trädgården och baksidan.
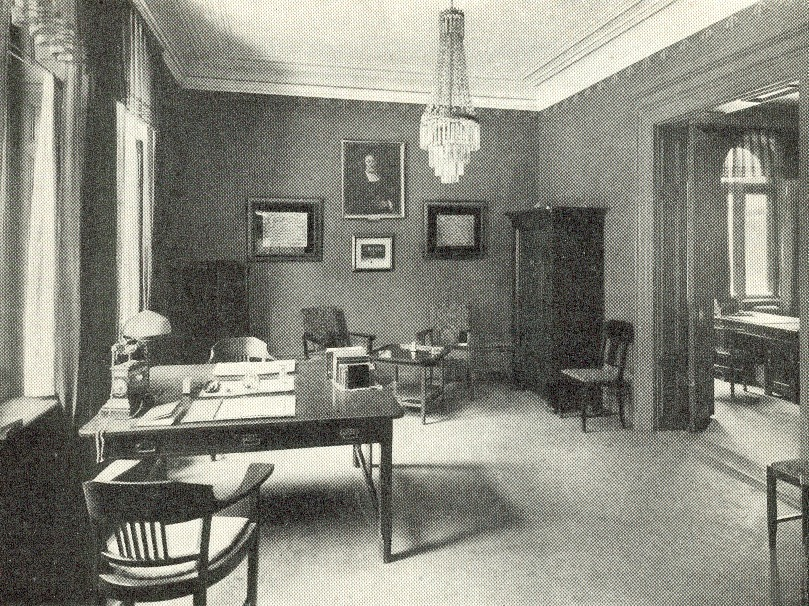
Förste och Andre kurators kontor 1912, låg på andra våningen där övre bar ligger idag.
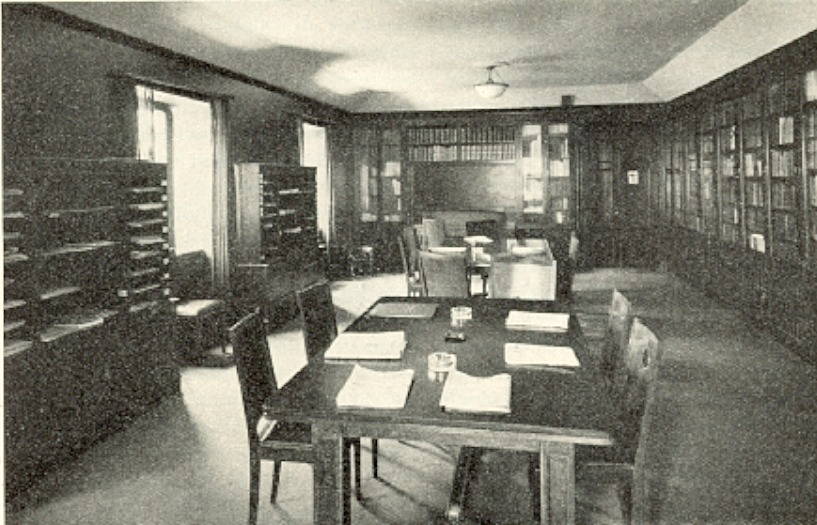
Nationens bibliotek och läsrum 1912, låg på andra våningen i det rum som idag är nationen kök.

## Studentbostäder
Vid 1950-talets början hade den ökade tillströmningen till universitet bidragit till att frågan om studentbostäder blivit allt viktigare. Nationen hade sedan tidigare haft ett fåtal rum för uthyrning, dessa låg på undervåningen i nationshuset. Tillsammans med Stockholms- och Norrlands nation köpte nationen tomtmark vid Karlsroområdet och 1955 bildades Stiftelsen Gästrike-Hälsinge nations studentbostäder. De första bostäderna på Studentvägen var sedan inflyttningsklara och invigdes 1960. I mars 2009 utökades nationens bostadsbestånd då man tillsammans med Gotlands nation lät bygga ett av husen i kvarteret Observatoriet i Ekonomikumparken. Sammanlagt kan nationen erbjuda närmare 280 bostäder åt sina medlemmar varav 229 är studentrum och 48 är lägenheter.
Gästrike-Hälsinge nation är den nation som har flest bostäder per medlem och har därmed även en av de kortaste bostadsköerna i Uppsala.

## Vännationer
- Korp! Sakala, Dorpat (Tartu), Estland. Korp! Sakalas webbplats Vänskapsavtalet undertecknat 6 mars 1939.
- Satakuntalainen Osakunta, Helsingfors, Finland. SatO:s webbplats Vänskapsavtalet undertecknat 1 maj 1946.
- Kristianstads nation, Lund.
- Gästrike Hälsinge Dala Nation, Umeå.
- Korporatsioon Filiae Patriae[2], Tartu, Estland. Korporatsioon Filiae Patriaes webbplats Vänskapsavtalet undertecknat 13 december 2002.

## Kända Gästrike-Hälsingar
Samuel Ödmann, teologie professor vid Uppsala universitet.
- Inspektor 13/11-1808 - till sin död 2/10-1829.

Nathan Söderblom, ärkebiskop och nobelpristagare.
- Inskriven i nationen 19/9-1883.
- Förste kurator vt 1892 - vt 1893.
- Hedersledamot 28/9-1901.
- Inspektor 16/11-1909 - 8/9-1914.
- Förste hedersledamot 20/5-1914.

Alfred Anton Jensen, författare, översättare och slavist. 
- Inskriven i nationen 1879.
- Hedersledamot 15/5-1907.

Karl Manne Georg Siegbahn, professor i fysik och nobelpristagare. 
- Hedersledamot 14/5-1935.

Karl Anders Fredrik Göransson, företagsledare och VD för Sandvik AB.
- Hedersledamot 12/5-1937.
- Instiftare av Göransson-Sandvikens stipendiefond.

Olof Gerhard Thörnell, Sveriges förste överbefälhavare. 
- Inskriven i nationen 8/2-1898.
- Hedersledamot 4/5-1938.

Lars Bäcklund, Kommunfullmäktiges ordförande i Uppsala.
- Förste kurator 1955-56.
- Hedersledamot.
- Inspektor 1975-2001.

## Inspektorer
Nationens nuvarande inspektor är Anders Virtanen, professor i biologi, ssk molekylär cellbiologi. 